# JOM
JOM (Język Operacyjny Maszyny) – język komputerowy dla komputerów serii ZAM-41. Język ten przeznaczony był do opisywania wykonywanych na maszynie tzw. problemów. Obejmował definiowanie tytułów/nagłówków dla problemów, zadań które dla danego problemu należało zrealizować oraz definiowało się środki techniczne niezbędne do ich wykonania, takie jak urządzenia wejścia-wyjścia, translatory, podprogramy itp.
Każdy problem, którym operował język JOM, stanowił odrębną jednostkę przetwarzania. Dzieliła się ona na tzw. kroki, które realizowały albo dostępny podprogram systemowy wykonujący wymaganą czynność, albo program zdefiniowany przez użytkownika i poddany wcześniej translacji do postaci binarnej, gotowej do wykonania. Pierwszy elementem definiowanym w kodzie JOM była tzw. czołówka, tj. opis problemu, następnie perforowany na taśmie papierowej w kodzie M-2. Zdania (instrukcje/dyrektywy) dostępne dla czołówki to: PROBLEM, WEJSCIA, WYJSCIA, OGRANICZ, TYTUL.